# Storia della linguistica
La storia della linguistica è la storia della disciplina nota come linguistica, la disciplina che studia il linguaggio, nelle sue numerose diramazioni.

## Il Settecento
La linguistica trova nel XVIII secolo le stesse basi poste in età umanistica e rinascimentale, con gli studi sul carattere civile del linguaggio e le problematiche letterarie. 
In questa epoca trova espressione il razionalismo di Cartesio con l'illuminismo, gli interessi più pratici che cercavano una rivalutazione dell'uso spontaneo del linguaggio, si unirono ad altri più filosofici, valutando anche la dimensione storicistica.
Nell'Inghilterra si distinse John Locke e la corrente a cui apparteneva: l'empirismo. Altri illustri esponenti di altri movimenti che esprimevano le loro idee storicistiche e la loro estetica sul linguaggio furono Giambattista Vico in Italia e Charles de Brosses in Francia.
Altri ancora furono Johann Gottfried Herder, William Jones e i fratelli August Wilhelm von Schlegel e Karl Wilhelm Friedrich von Schlegel, loro merito fu quello di dare un rilievo mai avuto sino a quel tempo alla lingua sanscrita.

## L'Ottocento
Nei primi decenni del XIX secolo si colloca la nascita della Linguistica Moderna, dopo la scoperta di alcune lingue che presentavano delle somiglianze notevoli nonostante fossero molto distanti geograficamente, temporalmente e culturalmente. Per spiegare ciò si pensò che in passato esistesse una lingua madre da cui tutte queste lingue derivarono. Le lingue prese in esame erano il sanscrito, il greco, il latino, e altre ancora, appartenenti alla famiglia indoeuropea; in seguito, si scoprì che la stessa situazione si presentava per altre lingue del mondo e si individuarono altre famiglie linguistiche: sino-tibetana, austronesiana, afroasiatica, niger-congo, dravidica. Attraverso lo studio delle singole lingue di una stessa famiglia nel tempo, si scoprì il carattere ‘naturale’ del linguaggio che comporta due aspetti: il primo è che il mutamento linguistico è un fenomeno universale, ogni lingua cambia nel tempo sia a livello sintattico che fonologico che lessicale; il secondo aspetto è che le lingue mutano in modo regolare, tanto che fu possibile descrivere il mutamento linguistico, specialmente quello fonologico, in termini di ‘leggi’, ossia generalizzazioni esplicite, un po’ come si fa per il mondo fisico. Pertanto, la riflessione linguistica entrò nell’ambito “scientifico”, e perciò divenne soggetto al criterio di verificabilità empirica. Questa corrente linguistica, denominata ‘Grammatica comparata’, fu dominante per tutto il XIX secolo e per gran parte della prima metà del XX. Tra gli esponenti più significativi di questo periodo emergono Rasmus Rask e Franz Bopp.
In quegli anni si distinguono anche Wilhelm von Humboldt e August Schleicher, il secondo dedito all'inquadramento della descrizione storico-grammaticale in una visione della lingua come organismo naturale. Prendendo spunto dai suoi studi nacque la scuola tedesca, i neogrammatici (tra cui Osthoff, Brugmann e Leskien). Essi affermano l'importanza delle leggi fonetiche, espressione del mutamento linguistico, grazie anche al principio sistematico dell'analogia come spiegazione per i casi che costituirebbero eccezione alle leggi. Una delle opere principali di questo periodo è  Prinzipien der Sprachgeschichte (1880) di Hermann Paul.
Molti furono attratti da questi pensieri e ne svilupparono di nuovi, fra cui:
- Hugo Schuchardt (fondatore della linguistica creola)
- Michel Jules Alfred Bréal
- William Dwight Whitney (fondatore della linguistica americana)

## Il Novecento
La linguistica, la disciplina che studia Il linguaggio trova nel XX secolo nuovo vigore grazie alla linguistica idealistica e alla geografia linguistica.

### L'affermazione dello strutturalismo
Negli anni ’30 del Novecento, Ferdinand de Saussure dimostrò che bisognava studiare le lingue anche dal punto di vista ‘sincronico’ e cioè come sistemi esistenti in un dato momento, dando importanza allo studio delle lingue non soltanto come riflesso storico. Egli influenzò notevolmente la grammatica del tempo, denominata ‘strutturalista’, dimostrando che la grammatica tradizionale, modellata sul latino, non era in grado di spiegare le categorie morfo-sintattiche che presentavano lingue esotiche e gli elementi con gli ordini di frase inediti.  Perciò i linguisti iniziarono a sperare di ottenere l’elaborazione di metodi descrittivi per trasformare i dati in grammatiche. Questa corrente di studi non produsse risultati significativi nello studio della sintassi ad eccezione della ‘Grammatica valenziale’ di Lucien Tesnière. La novità è che il verbo sia il centro della frase, in quanto ogni verbo seleziona un numero di partecipanti a ciascuno dei quali assegna un ruolo diverso nell’azione che esprime. Da qui la distinzione tra elementi necessari per dare a una frase ‘un senso compiuto’ e cioè gli attori selezionati dal verbo, e gli elementi accessori, indipendenti dal verbo e facoltativi, che hanno la funzione di modificare un altro elemento della frase. Va aggiunto, però, che Tesnière concepiva la sua grammatica come olistica, ritenendo che si potesse fare a meno di tutte le altre categorie sintattiche, come le funzioni grammaticali di soggetto o oggetto.

### La linguistica generativa
Nel 1957, il linguista americano Noam Chomsky pubblicò un libretto intitolato ‘Le strutture della sintassi’ (Syntactic Structures) che rivoluzionò il settore della sintassi, che fu denominato poi sintassi generativa. Egli dimostrò che una grammatica per essere adeguata deve rispecchiare la proprietà fondamentale della sintassi delle lingue naturali, la creatività, ovvero la capacità di produrre un numero infinito di frasi da un numero finito di parole. Questo significa che la grammatica deve disporre di regole con le seguenti caratteristiche: ricorsività e contestualità. La sintassi generativa si può suddividere in tre fasi: 
1. nella prima fase la sintassi generativa produsse delle descrizioni molto dettagliate delle regole sintattiche di varie lingue, a cominciare dall’inglese;
2. nella seconda fase, cominciata sul finire degli anni ’70, ci si è soffermati su come il bambino disporrebbe già alla nascita di un istinto che gli consente di apprendere qualsiasi lingua umana; questo istinto, a sua volta, implica che debba esistere una grammatica universale a tutte le lingue umane, vale a dire un tema comune di cui ciascuna lingua umana è una variazione;
3. nella terza fase, cominciata poco prima della metà degli anni ’90 e tuttora in corso, ci si sofferma sul risolvere quello che potrebbe essere denominato il ‘Problema di Darwin’: come si può derivare la Grammatica Universale in termini evolutivi?